# Onthophagus bengali
Onthophagus bengali là một loài bọ cánh cứng trong họ Bọ hung (Scarabaeidae).